# 種山原之夜
《種山原之夜》（日语：種山ヶ原の夜）是2006年由日本吉卜力工作室的男鹿和雄執導、改編自作家宮澤賢治同名著作的動畫。

## 概要
作品的創作意圖為男鹿和雄在參與1997年吉卜力劇院動畫《魔法公主》完成後所想出，並為他個人首次擔任動畫導演的作品。
男鹿和雄在畫面上以貼近故事繪本的風格畫作，並選用日本民間文化紙上戲劇「紙芝居」來作為動畫中講解劇情的方式。在台詞方面則以岩手縣的方言表現，並請男演員山谷初男擔任台詞的朗讀。
《種山原之夜》在成品製作完畢後，除在男鹿和雄故鄉秋田縣當地劇團、宮澤賢治故鄉岩手縣當地記念館及吉卜力美術館外，
未在其它地方電影院上公開。

## 劇情簡介
在日本岩手縣種山原裡有幾名貧困的農夫，在該處一帶的高原處從早到晚忙著割草。
當他們晚上圍著營火休息時，其中一名叫做伊藤的農夫青年夢到了他與林野署的官員、以及住在山林裡的樹靈，為了是否需要砍伐山林樹木作為木炭一事爭論的奇妙的夢。

## 製作人員
- 原作：宮澤賢治
- 導演、角色設計、作畫：男鹿和雄
- 故事朗讀：山谷初男
- 音樂製作：波麗佳音
- 歌曲演唱：Ensemble Planeta
- 製作工作室：吉卜力工作室
- 發片商：華特迪士尼娛樂